# 미스 인터내셔널 퀸
미스 인터내셔널 퀸(Miss International Queen)은 태국 파타야에서 개최되는 트랜스여성 미인을 뽑는 대회다. 2019년에는 대회 사상 최초로 흑인이 처음 우승했다. 2004년 이래로 정정불안으로 인해 취소된 2008년 대회와, 서거한 태국 국왕 푸미폰 아둔야뎃에 대한 애도 기간으로 취소된 2016년을 제외하고 매년 열리고 있다.

## 역대 우승자
- 2004년 : 트리차다 페차라트 (태국)
- 2005년 : 미미 마크스 (미국)
- 2009년 : 하루나 아이 (일본)
- 2010년 : 한민희 (대한민국)
- 2015년 : 트릭시에 마리스텔라 (필리핀)